# Abraham Horodisch

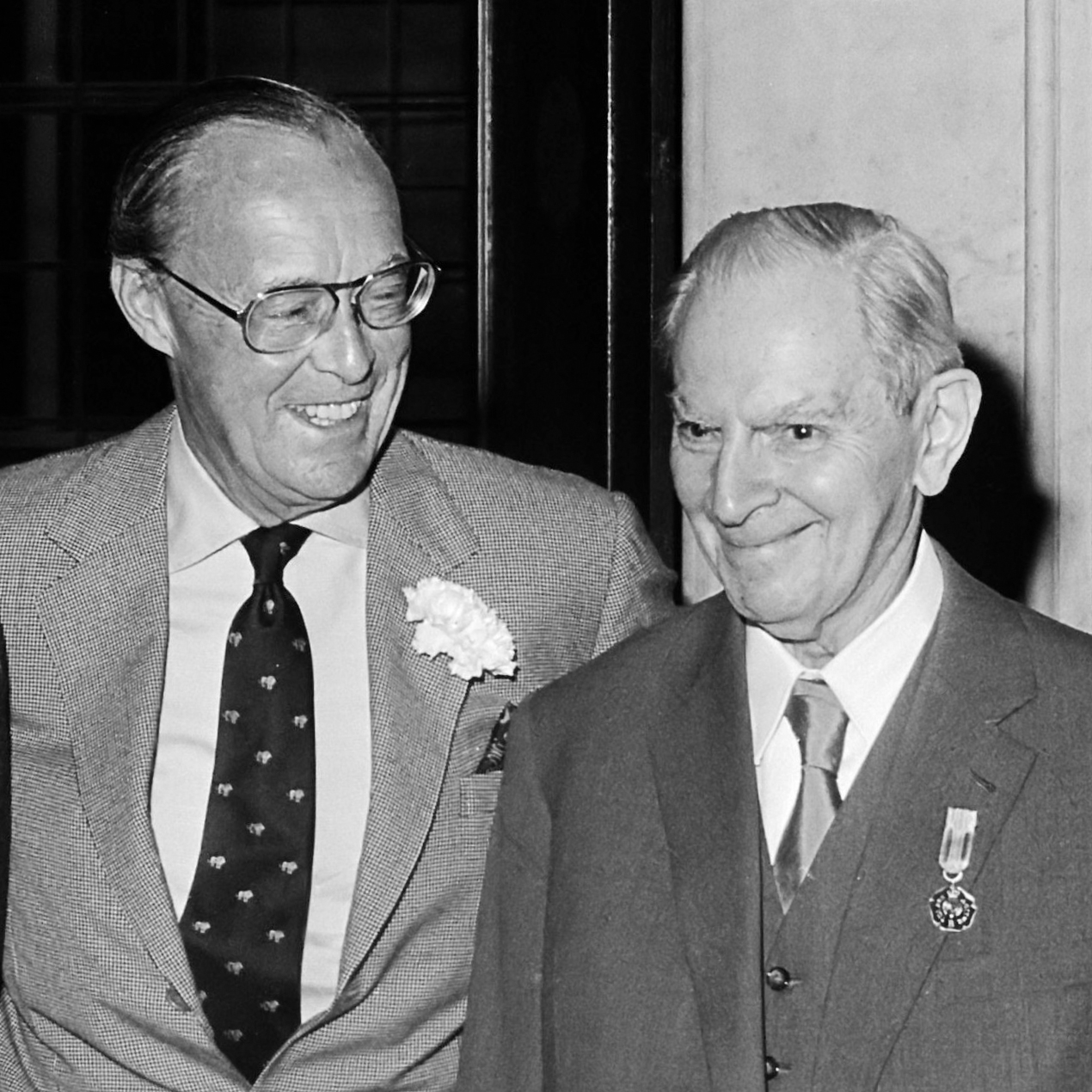
Prinz Bernhard und Abraham Horodisch (rechts) im Jahr 1978

Abraham Horodisch (* 3. Februar 1898 in Łódź, Russisches Kaiserreich; † 7. November 1987 in Amsterdam) war ein niederländischer Antiquar, bibliophiler Sammler und Autor buchwissenschaftlicher Werke.

## Leben
Abraham Horodisch war ein Sohn einer wohlhabenden Bankiersfamilie, die 1906 vor der antisemitischen Verfolgung im Zarenreich ins Deutsche Reich umgezogen war. Er besuchte das Gymnasium in Königsberg im Deutschen Reich und studierte ab 1915 Wirtschaftslehre an den Universitäten Berlin und Frankfurt am Main und wurde 1918 promoviert.
1920 gründete er mit bibliophilem Programm den Euphorion-Verlag, sein Teilhaber war Ernst Rathenau, Neffe von Walther Rathenau. Nach der Trennung von Euphorion rief er mit Moses Marx 1924 den Verlag Marx & Co. ins Leben sowie, auf Anregung von Herrmann Meyer, die Soncino-Gesellschaft der Freunde des jüdischen Buches. An den bibliophilen Editionen der Soncino-Gesellschaft war er maßgeblich beteiligt. Aufgrund der nationalsozialistischen Machtergreifung 1933 verließ Horodisch Deutschland und emigrierte nach Amsterdam. Dort eröffnete er 1934 das „Antiquariat Erasmus“, das er fünf Jahrzehnte leitete. Während des Zweiten Weltkriegs hielt er sich in Frankreich und dann in der Schweiz auf, er kehrte danach in die Niederlande zurück. Horodisch war mit der Grafikerin Alice Garnmann verheiratet.

## Leistungen
Horodisch ist der Verfasser mehrerer Werke zur Buchkunst und Buchillustration, unter anderem zu „Alfred Kubin als Buchillustrator“ (1949) und zu „Pablo Picasso als Buchkünstler“ (1957). Horodisch war auch ein bibliophiler Sammler, der eine bedeutende Buchsammlung zu Themen der Buchgeschichte, der Druckgeschichte und des Verlagswesens zusammengetragen hat. Diese ca. 8000 Bände umfassende Sammlung befindet sich heute als Horodisch Collection an der Bibliothek der Universität Tel Aviv. An der Universität Tel Aviv wurde ein nach ihm benannter Lehrstuhl, der Horodisch Chair for the History of Books eingerichtet. Anlässlich von Horodischs sechzigsten Geburtstag wurde eine Festschrift mit dem Titel Amor librorum publiziert mit internationalen Beiträgen von renommierten Buchwissenschaftlern und Kollegen. Zum fünfzigjährigen Bestehen des Antiquariats und der Buchhandlung Erasmus erschien eine Festschrift De arte et libris. Im Jahre 1985, zwei Jahren vor seinem Tod, erhielt Abraham Horodisch für seine buchwissenschaftlichen Publikationen die Ehrendoktorwürde der Universität Amsterdam.